# Rhadinella kanalchutchan
Rhadinella kanalchutchan är en ormart som beskrevs av Mendelson och Kizirian 1995. Rhadinella kanalchutchan ingår i släktet Rhadinella och familjen snokar. Inga underarter finns listade i Catalogue of Life.
Denna orm förekommer i södra Mexiko i delstaten Chiapas. Arten lever i i bergstrakter mellan 2300 och 2700 meter över havet. Den vistas i molnskogar och i andra fuktiga skogar med tallar och ekar. Honor lägger ägg.
Beståndet hotas av skogsröjningar. IUCN listar arten med kunskapsbrist (DD).